# David Griffiths (missionaris)
David Griffiths (Llangadog, 20 december 1792 - Machynlleth, 21 maart 1863) was een protestante predikant uit Wales en diende geruime tijd als missionaris in Madagaskar. Hij vertaalde samen met de missionaris David Jones de Bijbel en diverse andere boeken in het Malagassisch. De Malagassische Bijbel was een van de eerste gedrukte Bijbels in een Afrikaanse taal.

## Biografie
David Griffiths was de zoon van William Griffith David en zijn vrouw Elizabeth en werd geboren op 20 december 1792 in Llangadog, een plaatsje in Carmarthenshire in het zuiden van Wales. David werd in 1810 lid van de naburige congregationele kerk in Gwynfe en begon kort daarop zijn preken te houden. Ook had hij van 1811 tot 1812 zijn eigen school in het plaatsje Cwmaman. Hij bezocht colleges aan de universiteit van Neuaddlwyd in 1812 en aan de universiteit van Wrexham in 1814. Rond het begin van 1818 vertrok David Griffiths naar Gosport en schreef er zich in op de protestante missionariscollege in de stad.

### Naar Madagaskar
David Griffiths trouwde met Mary in mei '18. In juni van hetzelfde jaar kreeg hij van het Londens Zendingsgenootschap (Engels: London Missionary Society) een aanstelling om de missionaris David Jones te assisteren, die twee jaar eerder op initiatief van Koning Radama I in Madagaskar begonnen was met het stichten van scholen. Op 27 juli werd Griffiths als dominee aangesteld en op 25 oktober vertrok hij met een zeilboot vanuit Londen. Op 23 januari 1821 deed de boot Mauritius aan, waarop het kort daarop in Madagaskar arriveerde. David Griffiths predikte twee keer per zondag en richtte samen met David Jones scholen op rond de hoofdstad Antananarivo. Veel missionarisvrouwen, waaronder ook Mary Griffiths, gaven ook les op deze scholen. In het jaar 1824 telde de scholen in Antananarivo 300 scholieren en er waren meer dan 30 scholen buiten de hoofdstad verspreid over het eiland. David Griffiths en David Jones bezochten al deze scholen wekelijks. Al snel waren veel Malagassiërs in staat om de missionarissen te helpen bij hun werk. Ondanks dat Radama I zich nooit tot het christelijke geloof liet bekeren, stond hij op goede voet met de missionarissen en was hij een persoonlijke vriend van David Griffiths.

### Vertaalwerk

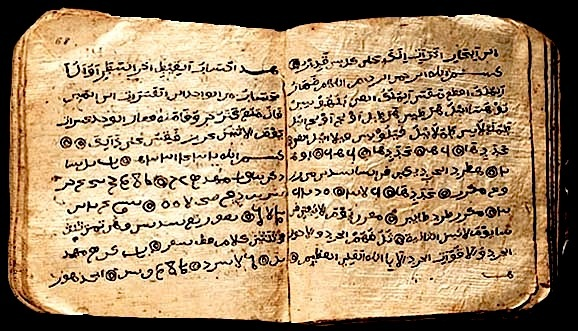
Voor de komst van de missionarissen was het Sorabe het enige schrift dat de Malagassiërs kenden.

Samen ontwikkelden David Griffiths en David Jones een Latijns alfabet voor het Malagassisch. Voor die tijd kenden de Malagassiërs enkel het Sorabe, een ingewikkeld Arabisch schrift die ze onderwezen kregen van geleerde Antaimoro uit het oosten van het eiland. Op 10 september 1823 begonnen Griffiths en Jones aan de Malagassische vertaling van de Bijbel met de hulp van twaalf van hun leerlingen. In achttien maanden waren ze gereed met een eerste versie van het Oude Testament en een groot deel van het Nieuwe Testament. Om de tekst te controleren en te verbeteren stuurde het zendingsgenootschap David Johns en Joseph Freeman, twee letterkundigen.
Op 21 november 1826 arriveerde Charles Hovenden, die door het Londens Zendingsgenootschap was gestuurd met een gedemonteerde drukpers waarop de vertaalde Bijbel gedrukt kon worden. Charles Hovenden kreeg echter malaria en stierf een maand na zijn aankomst. Een jaar later slaagde de Schotse missionaris James Cameron erin om de drukpers in elkaar te zetten en op 4 december 1827 werd de eerste proefdruk gemaakt: een gedeelte van het eerste hoofdstuk van het Bijbelboek Genesis. In 1828 drukten Griffiths en Jones een catechismus, een liederenbundel en schoolboeken in de Malagassische taal.

### Onder Ranavalona I
Op 27 juli 1828 stierf Radama I op 32-jarige leeftijd in zijn woonplaats, de Rova van Antananarivo. Hij werd opgevolgd door zijn belangrijkste vrouw, Ramavo, die de troon besteeg onder de naam van Ranavalona. Ranavalona kon altijd goed met David Griffiths opschieten, maar in tegenstelling tot Radama had zij een afkeer gekregen van de westerse invloeden. Er brak een onrustige tijd aan voor de missionarissen. Op een verzoek voor een audiëntie om over het vertaalwerk te spreken antwoordde de koningin: "Ik geef niet veel om Grieks en Hebreeuws, maar ik zou graag weten of jullie mijn volk iets nuttigers kunnen bijbrengen, bijvoorbeeld het maken van zeep." De week daarop overhandigde Cameron twee zelfgemaakte kleine stukken zeep aan de boden van de koningin, waarop ze de missionarissen een tijd met rust liet.
Het werk van de missionarissen bleef voortgang vinden. In 1830 mochten nachtscholen geopend worden voor de laagste klassen in het koninkrijk. David Jones kreeg echter last van zijn gezondheid en vertrok naar Groot-Brittannië. Griffiths voltooide het vertaalwerk met zijn leerlingen en in 1831 werd het eerste vertaalde gedeelte van de Bijbel gepubliceerd. De ministers van het koninkrijk voerden in dit jaar echter veel pressie op de missionarissen om het land te verlaten, voorlopig nog zonder succes.

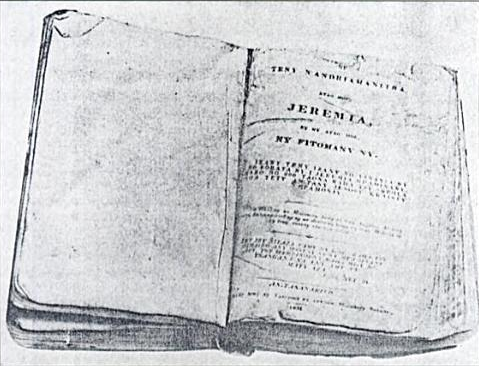
Eerste druk van de Malagassische Bijbelvertaling

In 1835 bereikte de tegenstand van de ministers en hun aanhangers echter een hoogtepunt. Op 22 februari 1835 hield David Griffiths zijn laatste preek, Ranavalona liet namelijk op 1 maart het christendom verbieden. De vertaling van de gehele Bijbel was nog niet gereed, dus werkten de missionarissen en hun helpers dag en nacht door in het besef dat er nog maar weinig tijd was. In juni waren ze gereed met de vertaling van de gehele Malagassische Bijbel, een van de oudste vertalingen in een Afrikaanse taal.
Griffiths verliet Madagaskar in september van dat jaar en kwam op februari 1836 in Groot-Brittannië aan. Twee jaar later werd hij door Ranavalona uitgenodigd om terug te keren, niet als missionaris, maar als een koopman. Toen David Griffiths in 1838 in Madagaskar aankwam, trof hij nog steeds felle anti-christelijke vervolgingen aan. Hij werd uiteindelijk beschuldigd van het feit dat hij een aantal tot het christendom bekeerde Malagassiërs het land uit zou hebben gesmokkeld en werd ter dood veroordeeld. Later werd deze straf omgezet in een geldboete.

### Terug in Groot-Brittannië
Griffiths keerde daarop terug naar Groot-Brittannië en schreef daar zijn boek The persecuted Christians of Madagascar in 1841. In 1842 vestigde David Griffiths zich als pastoor van de kerk van Hay-on-Wye in Brecknockshire en in deze periode schreef hij zijn boek Hanes Madagascar. Rond het jaar 1850 vroeg het Londens Zendingsgenootschap aan David Griffiths en een missionaris genaamd Joseph John Freeman om de Malagassische vertaling van de Bijbel te herzien. In 1851 stierf Freeman echter en Griffiths heeft daarop vijf jaar besteed aan dit werk. Tijdens deze vijf jaar heeft hij ook een groot aantal andere werken vertaald vanuit het Engels in het Malagassisch. Ook heeft hij een woordenboek geschreven, getiteld A Grammar of the Malagasy Language.
Op 21 maart 1863 overleed David Griffiths op 70-jarige leeftijd in Machynlleth. Zijn vrouw en acht kinderen overleefden hem, Mary stierf op 15 juli 1883 in Swansea, op een leeftijd van 93 jaar.